# Alois Vansteenkiste
Alois Vansteenkiste (* 4. Mai 1928 in Heule; † 27. September 1991 in Kortrijk) war ein belgischer Radrennfahrer.
Alois Vansteenkiste konnte nur wenige Erfolge vorweisen, bis er 1953 überraschend Belgischer Meister im Straßenrennen wurde. Nach dem Rennen musste er sich heftig übergeben und einen Arzt aufsuchen. Dieser verdächtigte ihn des Dopings; Vansteenkiste gab an, ihm sei während des Rennens ein verdächtiges Getränk gereicht worden. Vansteenkistes Gesundheit war anschließend ruiniert, bei weiteren Rennen fuhr er hinterher, und er bekam Nierenprobleme. Zum Ende des Jahres 1953 beendete er seine Karriere.
Anschließend eröffnete Vansteenkiste in Lauwe das Café „De Ster“, das er bis zu seinem Tod führte und das heute noch existiert.